# Фуйо
Фуйо (Fuyo, яп. 芙蓉) — ескадрений міноносець Імперського флоту Японії, який взяв участь у Другій світовій війні.
Корабель, який став сьомим серед есмінців типу «Вакатаке», спорудили у 1923 році на верфі компанії Fujinagata в Осаці.
У травні 1938-го під час Другої японо-китайської війни Фуйо брав участь в операції проти порту Амой (Сямень), розташованого біля південного входу до Тайванської протоки. Всього тут залучили загін із 1 важкого крейсера, 4 легких крейсерів та 10 есмінців, проведені яким бомбардування допомогли десанту морських піхотинців оволодіти Амоєм за дві доби.
На момент вступу Японії у Другу світову війну Фуйо належав до 32-ї дивізії ескадрених міноносців, яка підпорядковувалась військово-морському округу Чінкай (Chinkai Guard District), призначеному для операцій у районі корейського узбережжя.
21—26 січня 1942-го Фуйо та 2 інші есмінці дивізії і легкий крейсер супроводили з японського порту Муцуре до Мако (важлива база на Пескадорських островах у південній частині Тайванської протоки) 19 транспортів, які перевозили війська для майбутнього десанту на схід Яви.
18—22 лютого 1942-го Фуйо охороняв на переході з Муцуре до Такао (наразі Гаосюн на Тайвані) 7 транспортів, які перевозили підрозділи, призначені для подальшого транспортування в Бірму.
10 квітня 1942-го Фуйо перевели до 13-ї дивізії, яку своєю чергою включили до 1-го ескортного дивізіону Флоту Південно-західної зони (створений для контролю над окупованими територіями Південно-Східної Азії). З другої половини квітня есмінець майже три місяці водив конвої між Муцуре та Мако, при цьому в червні він також здійснив рейс Муцуре — Маніла — Мако з конвоєм RIKU.
17—22 липня 1942-го Фуйо супроводив конвой з Мако до Кап-Сен-Жак (наразі Вунгтау на півдні В'єтнаму), після чого з 23 липня по 30 серпня тричі пройшов з ескортною метою з Кап-Сен-Жак до Сінгапуру та назад. 3—8 вересня есмінець повернувся з черговим конвоєм з Кап-Сен-Жак до Мако, після чого до завершення року працював на трасі між Мако та Манілою. Під час останніх рейсів Фуйо неодноразово затримувався в районі головного міста Філіппін та займався патрульно-ескортною службою в цьому районі. Протягом січня — лютого 1943-го Фуйо провадив конвої між Формозою та південним В'єтнамом, а один раз також зробив круговий рейс між Кап-Сен-Жак та Сінгапуром. У березні есмінець перейшов на трасу Формоза — Японія, а 5 квітня прибув до Майдзуру (обернене до Японського моря узбережжя Хонсю) та до середини травня проходив тут ремонт.
24 травня — 10 червня 1943-го Фуйо супроводив конвої з Моджі через Такао до Маніли, після чого його залучили до рейсів на схід Нідерландської Ост-Індії та захід Мікронезії. Як наслідок, з 14 червня по 9 серпня він пройшов з конвоями за маршрутом Маніла — Балікпапан (центр нафтовидобутку на сході Борнео) — Маніла — Такао — Маніла — Таракан (ще один центр нафтової промисловості на сході Борнео) — Палау (важливий транспортний хаб на заході Каролінських островів) — Маніла — Мако. Далі Фуйо відвідав Японію, 29 серпня — 3 вересня пройшов з конвоєм із Моджі до Мако, а з 7 вересня по 3 жовтня здійснив ще один конвойний похід до Мікронезії за маршрутом Такао — Маніла — Палау — Маніла — Такао.
6—27 жовтня 1943-го Фуйо ескортував конвої з району Формози до Кап-Сен-Жак та назад, а 30 жовтня — 3 листопада провів конвой з Такао до Маніли. З 4 по 11 листопада есмінець супроводжував конвой HI-17 на його завершальній ділянці переходу з Маніли до Сінгапуру, а 15—23 листопада провів звідти в Манілу HI-18 (після чого цей конвой продовжив свій шлях до Японії в супроводі іншого есмінця). 26—28 листопада 1943-го Фуйо самостійно пройшов до Такао, а з 29 листопада по 13 грудня здійснив звідти круговий рейс у охороні конвоїв до Маніли.
17 грудня 1943-го Фуйо повів на південь черговий конвой з Такао до Маніли. 20 грудня вже на підході до останньої есмінець був поцілений двома торпедами з американського підводного човна USS Puffer та затонув усього за кілька хвилин.